# 许敖敖
许敖敖，OMP（1940年—），男，江苏常州人，中国天文学家、教育家，曾任南京大学副校长，澳门科技大学校长，第九、十届全国政协委员。